# Harasztifalu
Harasztifalu (em alemão: Harastin) é um município da Hungria, situado no condado de Vas. Tem 7,89 km² de área e sua população em 2015 foi estimada em 157 habitantes.